# Andrea Vavassori
Andrea Vavassori, né le 5 mai 1995 à Turin, est un joueur de tennis italien, professionnel depuis 2014.
Il a remporté dix titres en double sur le circuit principal et atteint sept autres finales dont celles de l'Open d'Australie 2024 et de Roland-Garros 2024.
Il remporte l'US Open 2024 et Roland-Garros 2025 en double mixte, associé à sa compatriote Sara Errani.

## Carrière
Après des débuts discrets sur le circuit professionnel, Andrea Vavassori obtient tout d'abord ses premiers résultats en double en remportant 11 tournois secondaires entre 2016 et 2017 ainsi qu'un Challenger à Andria en novembre 2017 avec Lorenzo Sonego. Il tente alors une spécialisation dans la discipline et remporte trois autres tournois en Italie avec Julian Ocleppo. S'il intègre le top 150 en double, il chute en revanche au-delà de la 800e place en simple fin 2018. Il profite de la réforme temporaire du classement ATP pour reprendre sa carrière en main et se concentrer sur les tournois Challenger en 2019. Il parvient ainsi en demi-finale à Poznań et en quart à Maia. Début 2020, il est finaliste du Futures de Te Anau et demi-finaliste à Bendigo. En double, il se distingue en atteignant les quarts de finale du Masters de Rome avec Sonego, lui permettant ainsi de faire son entrée dans le top 100 de la spécialité.
En février 2021, il est convoqué pour représenter l'Italie à l'ATP Cup où il joue un match avec Simone Bolelli perdu contre la paire française Mahut-Roger-Vasselin. 
En avril, il remporte son premier titre ATP, l'Open de Sardaigne avec Lorenzo Sonego. Fin août, il reprend sa carrière en simple, dispute deux demi-finales lors des Challenger de Côme et Bari, et atteint le second tour de l'ATP 250 de Stockholm.
En 2024, associé à Simone Bolelli, il atteint la finale de l'Open d'Australie et de Roland-Garros, ce qui lui permet de monter dans le top 10 du classement ATP.

## Palmarès

### Titres en double messieurs
| No | Date       | Nom et lieu du tournoi           | Catégorie | Dotation    | Surface      | Partenaire        | Finalistes                         | Score             |          |
| -- | ---------- | -------------------------------- | --------- | ----------- | ------------ | ----------------- | ---------------------------------- | ----------------- | -------- |
| 1  | 05-04-2021 | Sardegna Open Cagliari           | ATP 250   | 408 800 €   | Terre (ext.) | Lorenzo Sonego    | Simone Bolelli Andrés Molteni      | 6-3 6-4           | Parcours |
| 2  | 27-02-2023 | Movistar Chile Open Santiago     | ATP 250   | 642 735 €   | Terre (ext.) | Andrea Pellegrino | Thiago Seyboth Wild Matías Soto    | 6-4, 3-6, [12-10] | Parcours |
| 3  | 03-04-2023 | Grand-Prix Hassan II Marrakech   | ATP 250   | 562 815 €   | Terre (ext.) | Marcelo Demoliner | Alexander Erler Lucas Miedler      | 6-4, 3-6, [12-10] | Parcours |
| 4  | 12-02-2024 | IEB+ Argentina Open Buenos Aires | ATP 250   | 642 615 $   | Terre (ext.) | Simone Bolelli    | Marcel Granollers Horacio Zeballos | 6-2, 7-66         | Parcours |
| 5  | 17-06-2024 | Terra Wortmann Open Halle        | ATP 500   | 2 255 655 € | Gazon (ext.) | Simone Bolelli    | Kevin Krawietz Tim Pütz            | 7-63, 7-65        | Parcours |
| 6  | 26-09-2024 | China Open Pékin                 | ATP 500   | 3 720 165 $ | Dur (ext.)   | Simone Bolelli    | Harri Heliövaara Henry Patten      | 4-6, 6-3, [10-5]  | Parcours |
| 7  | 06-01-2025 | Adelaide International Adélaïde  | ATP 250   | 680 140 $   | Dur (ext.)   | Simone Bolelli    | Kevin Krawietz Tim Pütz            | 4-6, 7-64, [11-9] | Parcours |
| 8  | 03-02-2025 | ABN Amro Open Rotterdam          | ATP 500   | 2 401 550 € | Dur (int.)   | Simone Bolelli    | Sander Gillé Jan Zieliński         | 6-2, 4-6, [10-6]  | Parcours |
| 9  | 18-05-2025 | Hamburg Open Hambourg            | ATP 500   | 2 158 560 € | Terre (ext.) | Simone Bolelli    | Andrés Molteni Fernando Romboli    | 6-4, 6-0          | Parcours |

### Finales en double messieurs
| No | Date       | Nom et lieu du tournoi         | Catégorie | Dotation       | Surface      | Vainqueurs                        | Partenaire     | Score              |          |
| -- | ---------- | ------------------------------ | --------- | -------------- | ------------ | --------------------------------- | -------------- | ------------------ | -------- |
| 1  | 04-04-2022 | Grand-Prix Hassan II Marrakech | ATP 250   | 534 555 €      | Terre (ext.) | Rafael Matos David Vega Hernández | Jan Zieliński  | 6-1, 7-5           | Parcours |
| 2  | 19-06-2023 | Terra Wortmann Open Halle      | ATP 500   | 2 195 175 €    | Gazon (ext.) | Marcelo Melo John Peers           | Simone Bolelli | 7-63, 3-6, [10-6]  | Parcours |
| 3  | 24-07-2023 | Plava Laguna Croatia Open Umag | ATP 250   | 562 815 €      | Terre (ext.) | Blaž Rola Nino Serdarušić         | Simone Bolelli | 4-6, 7-62, [15-13] | Parcours |
| 4  | 14-01-2024 | Australian Open Melbourne      | G. Chelem | 38 923 200 A$  | Dur (ext.)   | Rohan Bopanna Matthew Ebden       | Simone Bolelli | 7-60, 7-5          | Parcours |
| 5  | 29-05-2024 | Roland-Garros Paris            | G. Chelem | 24 961 000 €   | Terre (ext.) | Marcelo Arévalo Mate Pavić        | Simone Bolelli | 7-5, 6-3           | Parcours |
| 6  | 12-01-2025 | Australian Open Melbourne      | G. Chelem | 43 250 000 AU$ | Dur (ext.)   | Harri Heliövaara Henry Patten     | Simone Bolelli | 616-7, 7-65, 6-3   | Parcours |

### Titres en double mixte
| No | Date       | Nom et lieu du tournoi   | Catégorie | Dotation | Surface      | Partenaire  | Finalistes                   | Score     |          |
| -- | ---------- | ------------------------ | --------- | -------- | ------------ | ----------- | ---------------------------- | --------- | -------- |
| 1  | 28-08-2024 | US Open Flushing Meadows | G. Chelem | NC $     | Dur (ext.)   | Sara Errani | Taylor Townsend Donald Young | 7-60, 7-5 | Parcours |
| 2  | 27-05-2025 | Roland-Garros Paris      | G. Chelem | NC $     | Terre (ext.) | Sara Errani | Taylor Townsend Evan King    | 6-4, 6-2  | Parcours |

## Parcours dans les tournois duGrand Chelem

### En simple
| Année | Open d'Australie | Open d'Australie | Internationaux de France | Internationaux de France | Wimbledon       | Wimbledon      | US Open | US Open |
| ----- | ---------------- | ---------------- | ------------------------ | ------------------------ | --------------- | -------------- | ------- | ------- |
| 2022  | —                | —                | —                        | —                        | 1er tour (1/64) | Frances Tiafoe | —       | —       |
| 2023  | —                | —                | 2e tour (1/32)           | Genaro Alberto Olivieri  | —               | —              | —       | —       |

N.B. : à droite du résultat se trouve le nom de l'ultime adversaire.

### En double messieurs
| 2021 | 2e tour (1/16) L. Sonego \|\| style="text-align:left;" \| S. Bolelli M. González       | 1er tour (1/32) L. Sonego \|\| style="text-align:left;" \| S. Gillé J. Vliegen      | 1er tour (1/32) A. Molteni \|\| style="text-align:left;" \| R. Klaasen B. McLachlan | —                                                                                    | —                                                                                    |                                                                                |
| 2022 | 1er tour (1/32) T. Griekspoor \|\| style="text-align:left;" \| D. Inglot K. Skupski    | 2e tour (1/16) L. Sonego \|\| style="text-align:left;" \| J. O'Mara J. Withrow      | 2e tour (1/16) Nikola Čačić \|\| style="text-align:left;" \| J. Murray B. Soares    | 1/8 de finale L. Sonego \|\| style="text-align:left;" \| M. Demoliner J. Sousa       |                                                                                      |                                                                                |
| 2023 | 2e tour (1/16) M. Demoliner \|\| style="text-align:left;" \| M. Granollers H. Zeballos | 1er tour (1/32) M. Demoliner \|\| style="text-align:left;" \| M.-A. Hüsler N. Jarry | 2e tour (1/16) S. Bolelli \|\| style="text-align:left;" \| T. Griekspoor B. Stevens | 1er tour (1/32) S. Bolelli \|\| style="text-align:left;" \| Rajeev Ram J. Salisbury  |                                                                                      |                                                                                |
| 2024 | Finale S. Bollelli                                                                     | R. Bopanna M. Ebden                                                                 | Finale S. Bollelli                                                                  | M. Arévalo M. Pavić                                                                  | 1er tour (1/32) S. Bollelli \|\| style="text-align:left;" \| H. Heliövaara H. Patten | 1/8 de finale S. Bollelli \|\| style="text-align:left;" \| K. Krawietz T. Pütz |
| 2025 | Finale S. Bollelli                                                                     | H. Heliövaara H. Patten                                                             | 1/8 de finale S. Bollelli \|\| style="text-align:left;" \| M. Ebden J. Peers        | 2e tour (1/16) S. Bollelli \|\| style="text-align:left;" \| A. Pavlásek J. Zieliński |                                                                                      |                                                                                |

N.B. : le nom du partenaire se trouve sous le résultat ; les noms des ultimes adversaires se trouvent à droite.

### En double mixte
| Année | Open d'Australie                                                                             | Open d'Australie                                                                     | Internationaux de France                                                          | Internationaux de France                                                           | Wimbledon                                                                        | Wimbledon | US Open | US Open |
| ----- | -------------------------------------------------------------------------------------------- | ------------------------------------------------------------------------------------ | --------------------------------------------------------------------------------- | ---------------------------------------------------------------------------------- | -------------------------------------------------------------------------------- | --------- | ------- | ------- |
| 2023  | —                                                                                            | —                                                                                    | —                                                                                 | —                                                                                  | 2e tour (1/8) L. Samsonova \|\| style="text-align:left;" \| A. Danilina N. Mahut | —         | —       |         |
| 2024  | 2e tour (1/8) L. Samsonova \|\| style="text-align:left;" \| N. Melichar-Martinez K. Krawietz | 2e tour (1/8) L. Samsonova \|\| style="text-align:left;" \| Hsieh S.-w. J. Zieliński | 1er tour (1/16) S. Errani \|\| style="text-align:left;" \| A. Sutjiadi J. Withrow | Victoire S. Errani                                                                 | T. Townsend D. Young                                                             |           |         |         |
| 2025  | 2e tour (1/8) S. Errani \|\| style="text-align:left;" \| O. Nicholls H. Patten               | Victoire S. Errani                                                                   | T. Townsend E. King                                                               | 2e tour (1/8) S. Errani \|\| style="text-align:left;" \| I. Khromacheva J. Withrow |                                                                                  |           |         |         |

N.B. : le nom de la partenaire se trouve sous le résultat ; les noms des ultimes adversaires se trouvent à droite.

## Participation auxMasters

### En double
| Année | Ville | Surface    | Partenaire     | Résultats | Résultat final    |
| ----- | ----- | ---------- | -------------- | --------- | ----------------- |
| 2024  | Turin | Dur (int.) | Simone Bolelli | 1v, 2d    | Éliminé en poules |

## Parcours dans lesMasters 1000
| Année | Indian Wells | Miami             | Monte-Carlo | Madrid              | Rome               | Canada | Cincinnati | Shanghai | Paris |
| ----- | ------------ | ----------------- | ----------- | ------------------- | ------------------ | ------ | ---------- | -------- | ----- |
| 2023  | —            | —                 | —           | 2e tour D. Medvedev | —                  | —      | —          | —        | —     |
| 2024  | —            | 2e tour J. Sinner | —           | —                   | 1er tour D. Köpfer | —      | —          | —        | —     |

N.B. : sous le résultat se trouve le nom de l’ultime adversaire.

## Classements ATP en fin de saison
| Année          | 2015 | 2016 | 2017 | 2018 | 2019 | 2020 | 2021 | 2022 | 2023 | 2024 |
| Rang en simple | 983  | 589  | 548  | 860  | 362  | 315  | 281  | 215  | 157  | 275  |
| Rang en double | 885  | 323  | 175  | 131  | 130  | 96   | 69   | 53   | 44   | 10   |

Source : (en) Classements de Andrea Vavassori sur le site officiel de la Fédération internationale de tennis